# La Particule humaine
Pour plus de détails, voir Fiche technique et Distribution.
La Particule humaine (turc : Buğday) est un film dramatique de science-fiction réalisé par Semih Kaplanoğlu, sorti en 2017.

## Synopsis
Dans un futur proche, les OGM sont devenus omniprésents. Une frontière électro-magnétique infranchissable sépare la ville et des terres incultes où sont parqués des migrants. Le professeur Erol Erin, spécialiste des semences, vit dans la ville et travaille pour une entreprise productrice d'OGM. Une crise génétique menace l'agriculture et l'approvisionnement en nourriture de la ville. Erol apprend par hasard l'existence d'un certain Cemil Akman, un scientifique ayant rédigé une thèse sur les dangers des manipulations génétiques. Il décide de partir à sa recherche, dans ce qui deviendra un voyage initiatique, l’amènera à parcourir les terres désolées, et à changer sa conception de l'humanité et de sa place au sein de l'univers.

## Fiche technique
- Titre : La Particule humaine
- Titre original turc : Buğday
- Titre anglais : Grain
- Réalisation : Semih Kaplanoğlu
- Scénario : Semih Kaplanoğlu et Leyla Ipekci
- Photographie : Giles Nuttgens (en)
- Montage : Osman Bayraktaroğlu, Ayhan Ergürsel et Semih Kaplanoğlu
- Musique : Musafa Biber
- Décors : Naz Erayda
- Costumes :
- Producteur : Semih Kaplanoğlu et Nadir Öperli
  - Coproducteur : Johannes Rexin, Bettina Brokemper, Sophie Dulac, Michel Zana, Fredrik Zander et Taha Altaylı
  - Producteur associé : Ibrahim Eren, Alexander Bohr, Olivier Père et Rémi Burah
- Production : Kaplan Film
  - Coproduction : Sophie Dulac Productions, Heimatfilm, Chimney Pot, Galata Film, Arte France Cinéma, ZDF-Arte et TRT 1
- Distribution : Sophie Dulac Distribution
- Pays d'origine :  Turquie,  France,  Allemagne,  Suède et  Qatar
- Genre : drame de science-fiction
- Durée : 128 minutes
- Dates de sortie :
  -  Bosnie-Herzégovine : 12 août 2017 (Sarajevo)
  -  Allemagne :
    - 4 octobre 2017 (Cologne)
    - 26 avril 2018 (en salles)

  -  Turquie : 24 novembre 2017
  -  France : 10 octobre 2018

## Distribution
- Jean-Marc Barr : Professeur Erol Erin
- Ermin Bravo : Cemil Akman
- Grigori Dobryguine : Andrei
- Lubna Azabal : Béatrice
- Cristina Flutur : Alice
- Hal Yamanouchi : Léon
- Mila Böhning : Tara
- Jarreth J. Merz : Viktor Rerberg
- Hoji Fortuna : Alexandre
- Mehmet Yılmaz : Paul

## Distinctions

### Récompense
- Festival international du film de Tokyo 2017 : Grand prix[1].

### Sélection
- Festival international du film de Thessalonique 2017 : Sélection en section Balkan Survey.